# Drenovac (Paraćin)
Drenovac (em cirílico: Дреновац) é uma vila da Sérvia localizada no município de Paraćin, pertencente ao distrito de Pomoravlje, na região de Pomoravlje. A sua população era de 1856 habitantes segundo o censo de 2011.

## Demografia
| 1948 | 1953 | 1961 | 1971 | 1981 | 1991 | 2002 | 2011 |
| ---- | ---- | ---- | ---- | ---- | ---- | ---- | ---- |
| 2233 | 2452 | 2496 | 2412 | 2354 | 2278 | 2009 | 1856 |